# Christine Granville
Christine Granville, född Maria Krystyna Janina Skarbek 1 maj 1908 i Mlodziesyn nära Warszawa, död 15 juni 1952 i London, var en polsk agent för Special Operations Executive (SOE).
Christine Granville var det andra barnet till den polske greven Jerzy Skarbek och Stefania Goldfeder, som kom från en välbärgad assimilerad polskjudisk familj. Hon växte upp på en lantgård och senare i Warszawa. Hon var vid unga år under en period gift med affärsmannen Karol Getlich. Mellan 1938 och (formellt) 1948 var hon gift med författaren och diplomaten Jerzy Giżycki.
Efter den tyska ockupationen av Polen reste hon till Storbritannien, där hon ansökte om att bli anställd i D-sektionen av brittiska Secret Intelligence Service, som 1940 omorganiserades till Special Operations Executive. Hon tjänstgjorde under hela andra världskriget som brittisk SOE-agent i Frankrike, Polen och övriga östra Europa. Hon tog sig in i och ut ur Polen på skidor vid flera tillfällen och hoppade i fallskärm över Frankrike.
Hon belönades bland annat med Brittiska imperieorden och Franska krigskorset.
Efter krigsslutet 1945 avskedades Christine Granville från SOE. I februari 1947 blev hon brittisk medborgare. Efter flera års osäkra levnadsförhållanden blev hon 1952 servitris/värdinna på en passagerbåt på Union-Castle lines Sydafrikatrad, men mördades kort därefter i ett hotell i London av en schizofren stalker.